# Ànima negra
Ànima negra (títol original: Anima nera) és una pel·lícula italiana dirigida per Roberto Rossellini, estrenada el 1962. Ha estat doblada al català.

## Argument[2]
Després de molts anys de portar una vida dissoluta i qüestionable, Adriano decideix casar-se amb Marcella, una noia que ve d'una família de classe mitjana, la qual, però és contrària a aquest matrimoni i la repudia. El fosc passat d'Adrià reapareix amb Olga, una dona que el va donar siport i que li demana que li torni un deute que havia tingut en el passat.
Per fer front a aquesta demanda Adriano ha d'acceptar una herència d'un noble de Torí. Això posa de manifest que amb ell havia tingut una relació equívoca. Quan la germana del mort revela la veritat a Marcella, aquesta, disgustada, decideix abandonar Adriano. L'home, en aquest punt, comença una relació amb Mimosa, una dona de moralitat discutida.
Marcela, que s'ha penedit del seu acte, torna a casa amb el seu marit, on troba Mimosa, que li retraurà la seva incomprensió cap a Adriano, crítica que la dona sembla acceptar. Després intenta reconstruir la seva relació, però posant la condició que Adriano renunciï a l'herència. Així que vol convèncer el seu marit i parla llargament amb ell, que, avorrit, assenteix amb el cap, però només està fingint escoltar.

## Repartiment
- Vittorio Gassman: Adriano Zucchelli
- Nadja Tiller: Mimosa
- Annette Stroyberg: Marcella
- Yvonne Sanson: Olga Manfredi
- Tony Brown: Guidino, el germà de Marcella
- Rina Braido: Lucia
- Giuliano Cocuzzoli: Sergio
- Daniela Igliozzi: Giovanna
- Chery Million: Ballerina
- Armando Suscipi: Il cavaliere
- Eleonora Rossi Drago: Alessandra